# Застава Јужноафричке Републике
Застава Јужноафричке републике је усвојена 27. априла 1994. када је ова земља добила демократску владу. 
Застава има двије хоризонталне пруге црвене (горе) и плаве (доле) боје раздвојене зеленом бојом у облику слова Y. Y гради и истостранични троугао чије су странице означене жутом бојом. Иначе средишњи дио зелене је оивичен бијелом бојом. 
Иако боје немају симболичко значење, ипак им се често придаје сљедећа интерпретација:
Y је симбол уније, плава неба и океана који окружују земљу, зелена фарме и природу, жута природне ресурсе, примарно злато, црна представља црнце у Јужноафричокој републици али и припадност Африци, а бијела бијелце који живе у овој земљи, и мир. Осим тога црвена, жута и зелена су пан-афричке боје. Црна, жута и зелена су биле присутне и на пријашњим заставама ове земље, а црвена, плава и бијела су боје на заставама Холандије и Уједињеног Краљевства, па се ова застава може тумачити као спој традиција Јужноафричке Републике са тим земљама

## Историја

### Тренутни дизајн
Данашња јужноафричка застава се први пут завијорила 27. априла, 1994, на дан одржавања првих демократских избора у Јужној Африци. Међутим, ова застава је првобитно изабрана само као привремено решење, и то у задњем тренутку, тако да је једва стигла да на време буде окачена на јарболе током избора.
Избор нове заставе је био део преговарачког процеса који је отпочео 1990, када је Нелсон Мандела пуштен из затвора. Када је општи јавни конкурс отворен, 1993, Државна комисија за симболе је примила више од 7.000 предлога. Шест предлога је изабрано и презентовано јавности и Преговарачком савету, али ниједан од њих није стекао изразиту подршку. Више дизајнерских студија је контактирано како би се нашли нови предлози, али поново без успеха. Јужноафрички парламент је отишао на паузу крајем 1993, без одговарајућег кандидата за државно заставу.
Фебруара 1994, Сирил Рамафоза (Cyril Ramaphosa) и Релф Мејер (Roelf Meyer), главни преговарачи Афричког националног конгреса и тадашње владе Националне партије, су добили у задатак да реше питање заставе. Коначни дизајн је усвојен 15. марта 1994, изведен из дизајна који је развио Фредерик Г. Браунвел, који је такође дизајнирао заставу Намибије. Изглед нове заставе је објављен тек 20. априла, 1994, само седам дана пре него што је застава требало да уђе у употребу, што је довело до великог притиска на кројачнице застава. Како је стајало у јужноафричком пост-апартхејдском уставу, застава је требало да уђе у употребу у привременом пробном петогодишњем периоду, након чега би дошло до дебате о евентуалној промени изгледа државне заставе. Међутим, застава је била толико добро прихваћена, па је без много расправа постала стална застава Јужноафричке Републике.

## Правилно истицање заставе

### Поштовање према застави
Јужноафрички закон каже да застава у сваком тренутку мора да буде третирана са „чашћу и поштовањем“. Прописи који се тичу истицања државне заставе, објављени непосредно пре него што је застава усвојена, 1994, су наводили правила за истицање заставе. Званична регулатива је налагала да застава никад не сме да дотиче тло или под, да буде коришћена као столњак, или да се користи за прекривање статуа, табли на церемонијама откривања или отварања, на почецима или завршецима такмичења (трка или сличних догађаја), да буде шивена или коришћена као доњи веш, отирач, или на сличан обесмишљавајући начин, или да буде коришћена у комерцијалне сврхе које би умањиле поштовање према застави.
За производњу или репродуковање заставе у било ком својству је потребна дозвола председника Јужноафричке Републике.
Упркос овим правилима, нова застава је постала 'јавно власништво'. Претходна застава је била толико 'света', да је нико није ни користио. Сада се могу видети људи који поносно стоје на спортским такмичењима, са лицима офарбаним у боје заставе, што би раније било нечувено.

### Традиционална правила у вези са коришћењем заставе
Постоји већи број традиционалних правила која се тичу коришћења или истицања заставе. Званично признате традиције су да застава треба да буде подигнута на почетку радног дана а спуштена пре или за време заласка сунца. Не треба да остане да се вијори током ноћи осим ако је на одговарајући начин осветљена. У уобичајеној употреби данас застава може да буде истакнута током свих 24 сата. Застава треба да се подиже бро, а спушта на церемонијалан начин. Кад год је особа у пролазу приликом трајања званичне церемоније подизања или спуштања заставе, терба да се заустави и с поштовањем испрати церемонију. Ако особа носи капу, скида је са главе а десну руку поставља преко срца у знак поздрава. Особе у униформама треба да салутирају на начин који је прописан за њихову службу. Застава се никада не приказује, качи или подиже наопачке. Подизање заставе наопачке је традиционални позив у помоћ у случају несреће. Када се поставља хоризонтално, црни троугао треба да буде с леве стране а црвена трака треба да буде на врху.
 Традиција такође налаже да када се застава поставља вертикално, не треба да буде просто ротирана за 90 степени, већ и обрнута. У случају јужноафричке заставе, црни троугао мора да буде на врху а црвена трака с леве стране. Застава се чита попут странице у књизи: с врха ка дну и слева надесно, и након ротације би резултат требало да буде исти. Увредљиво је подизати прљаву или исцепану заставу. Такође је увредљиво исписивати слогане или цртати било какве симболе по застави.

### Истицање заставе у затвореним просторијама
Кад год се застава истиче у затвореним просторима, на јавним скуповима или окупљањима било које врсте, она по прописима увек треба да буде на десној (посматрачу левој) страни, јер је ово позиција ауторитета. Тако, када се застава истиче поред говорника у хали, или на сличној локацији, она мора да буде постављена са десне стране говорника, а кад се истиче на другим местима у хали, онда треба да буде десно од публике.
Застава треба да се истиче потпуно раширено, са црвеном траком на врху. Ако се качи вертикално, на зиду иза подијума, црвена трака треба да буде са леве стране посматрача, са јарболским конопцем на врху.

### На пола копља
Застава се вијори на пола копља као знак жалости, само по наредби председника, који такође одређује време завршетка периода жалости. Када се застава подиже на пола копља, прво мора да се подигне на врх копља, а затим да се полако спусти на пола копља. Пре спуштања заставе у сумрак, или другим поводом, она се прво подиже на врх копља, а затим скида. Само јужноафричка застава се вијори на пола копља; све остале заставе остају на нормалној висини.

### Уништавање
Када више није у стању да буде коришћена, заставу треба уништити на достојанствен начин, најбоље је спаљивањем.